# Codex Mutinensis
El Codex Mutinensis (Módena, Biblioteca Estense (A.V. 6.3. (G. 196)); Gregory-Aland no. Ha o 014) es un manuscrito uncial del siglo IX. El códice contiene los Hechos de los Apóstoles con lagunas.
El códice consiste de un total de 43 folios de 32,2 x 22,8 cm. 
El texto está escrito en una sola columna por página, con entre 30 líneas por columna.
lagunas
Hechos 1,1-5,28, 9,39-10,19, 13,36-14,3, 27,4-28,31
El texto griego de este códice es una representación del tipo textual bizantino. Kurt Aland lo ubicó en la Categoría V.